# 越南新聞社
越南新聞社（越南语：／），簡稱越新社（越南语：／，縮寫：VTX），是越南國和越南共和國的國家通訊社。

## 歷史
越南新聞社根據1951年1月22日的No.52-VP/BPTT法令成立，後根據1952年8月1日的No.56-Cab/Pres法令重組，在1951年至1954年的最初四年中只起到形式上的象徵作用，一切活動都隸屬於法新社。1954年吳廷琰出任越南國首相後，越新社才脫離了法國的影響。

## 歷任社長
| 任次 | 姓名   | 原文名      | 任職時間       |
| ---- | ------ | ----------- | -------------- |
| 1    | 阮福厚 |             | 1951年－1952年 |
| 2    | 段官迅 |             | 1952年－1954年 |
| ？   | 陳文宣 |             | 1954年－？     |
| ？   | 高文沼 | [ 8 ] [ 9 ] | 1956年－1957年 |
| ？   | 阮 泰  |             | 1957年－1961年 |
| ？   | 張寶慶 | [ 2 ]       | 1961年－1963年 |
| ？   | 尊室善 |             | 1963年         |
| ？   | 阮玉靈 |             | 1965年－1968年 |
| ？   | 陳文林 |             | 1969年－1973年 |
| 16   | 范 厚  |             | 1973年－1975年 |
| 17   | 阮玉璧 |             | 1975年         |